# هنري داير
هنري داير (بالإنجليزية: Henry Dyer) هو لاعب كرة قدم أمريكية أمريكي، ولد في 28 يناير 1945 في باتون روج في الولايات المتحدة.

## وصلات خارجية
- هنري داير على موقع مرجع كرة القدم المحترفة.كوم (الإنجليزية)